# Saint-Martin-d'Oney

Saint-Martin-d'Oney este o comună în departamentul Landes din sud-vestul Franței. În 2009 avea o populație de 1.255 de locuitori.

## Evoluția populației
| An        | 1975 | 1982 | 1990 | 1999 | 2006  | 2009  |
| --------- | ---- | ---- | ---- | ---- | ----- | ----- |
| Populație | 828  | 844  | 868  | 921  | 1.087 | 1.255 |